# Henk Korthals
Hendrik Albertus (Henk) Korthals (Dordrecht, 3 juli 1911 - Tarrytown (VS), 3 november 1976) was een Nederlands liberaal politicus.

## Persoonlijk
Korthals stamt uit een patricische familie en trouwde in 1940 met Marie Cécile Hamming (1914-1997). Uit dit huwelijk werden twee dochters en twee zonen geboren. Zijn zoon Benk Korthals zou later politicus en van 1998 tot 2002 eveneens minister worden.

## Levensloop
Van 1945 tot 1959 zat hij in de Tweede Kamer, eerst voor de Liberale Staatspartij, vanaf 1946 voor de Partij van de Vrijheid (PvdV) en vanaf 1948 voor de Volkspartij voor Vrijheid en Democratie (VVD). In laatstgenoemde partij was hij de tweede man in de fractie.
Hij was als Tweede Kamerlid actief op het gebied van de Europese samenwerking, Economische Zaken en Defensie, en maakte deel uit van de Enquêtecommissie regeringsbeleid 1940-1945. Hij was vicepremier en minister van Verkeer en Waterstaat in het kabinet-De Quay. Hij werd door Oud als zijn opvolger gezien, maar trok zich in 1963 terug, omdat hij de confrontatie met partijgenoot-senator Van Riel vreesde.

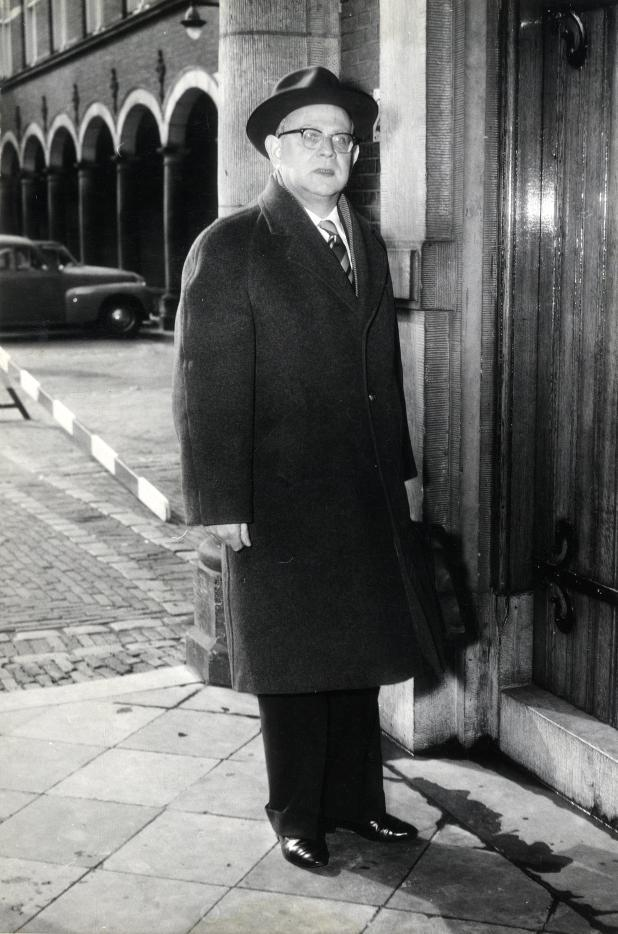
Korthals voor zijn gesprek met formateur de Quay (1959)